# Physique interdisciplinaire
La physique est une discipline scientifique au carrefour des sciences car elle a pour objet l'étude des lois fondamentales de la nature qui régissent le comportement des systèmes physiques. Nombre de domaines tels la chimie, la biologie ou encore l'astronomie étudient des systèmes très complexes à un niveau qui nécessite le développement de nouvelles méthodes qui sont propres à chaque discipline. Néanmoins il existe toujours une frontière floue au carrefour entre ces disciplines et la physique pour lesquelles on peut trouver une continuité entre les lois fondamentales de la physique et les lois propres à chaque domaine. Avec la spécialisation accélérée des sciences au cours des deux derniers siècles, ces domaines de recherche sont devenus des disciplines à part entière et on parle donc maintenant, entre autres, de chimie physique, de biophysique et d'astrophysique.